# José de Almeida Batista Pereira
Dom José de Almeida Batista Pereira (São Gonçalo, 26 de julho de 1917 – Nova Friburgo, 30 de janeiro de 2009) foi um bispo católico brasileiro.

## Biografia
Em seu último ano de vida, D. João da Mata recebeu como bispo auxiliar a. D. José de Almeida Batista Pereira, então bispo titular de Baris de Psídia, que era vigário de São Lourenço, em Niterói, e irmão de D. José Newton de Almeida Batista Pereira, que foi bispo de Uruguaiana (1944-1954), Arcebispo de Diamantina (1954-1960) e Arcebispo de Brasília (1960-1984). De bispo auxiliar de Niterói (1954-1955), passou a reger a diocese de Sete Lagoas (1955-1964), daí sendo designado para diocesano de Guaxupé (1964-1976).
Deixou escritos os livros: O Homem, Desafio de Hoje e de Sempre; Catequese Bíblica do Rosário da Virgem; Introdução à Sociologia (pro manuscripto); História de São José do Ribeirão, RJ (inédito).